# 孝誠仁皇后
孝誠仁皇后（こうせいじんこうごう、満洲語: ᡥᡳᠶᠣᠣᡧᡠᠩᡤᠠ
ᡠᠨᡝᠩᡤᡳ
ᡤᠣᠰᡳᠨ
ᡥᡡᠸᠠᠩᡥᡝᠣ　転写：hiyoošungga unenggi gosin hūwangheo）は、清の康熙帝の1番目の皇后。満洲正黄旗の出身。ヘシェリ氏。

## 経歴
清の重臣であるソニンの孫で、長男ガブラの娘。同じく重臣である三男ソンゴトゥの姪にあたる。また妹は康熙帝の平妃。
康熙4年（1665年）、皇后に立てられた。息子を1人産んだが、夭折した。康熙13年5月3日（1674年6月6日）、胤礽（皇太子、のち廃嫡）を産んで、同日亡くなった。 仁孝皇后の諡号を贈られた。その後、夫の諡を重ねて孝誠恭粛正恵安和淑懿恪敏儷天襄聖仁皇后と加諡された。

## 男子
- 承祜（1669年 - 1672年）- 夭逝した。位号はなかった。
- 胤礽（廃太子）

## 伝記資料
- 『清聖祖実録』
- 『清史稿』